# ムード・リングス
ムード・リングス（Mood Rings）は、アメリカ合衆国のロックバンド、リライアントKによる2004年のシングル。2003年にリリースされたアルバム、「トゥー・レフツ・ドント・メイク・ア・ライト…バット・スリー・ドゥ (Two Lefts Don't Make a Right...but Three Do) 」からのシングルである。